# Gaillères
Gaillères é uma comuna francesa na região administrativa da Nova Aquitânia, no departamento Landes. Estende-se por uma área de 14,14 km². Em 2010 a comuna tinha 638 habitantes (densidade: 45,1 hab./km²).